# Nymphon multituberculatum
Nymphon multituberculatum är en havsspindelart som beskrevs av Gordon, I. 1944. Nymphon multituberculatum ingår i släktet Nymphon och familjen Nymphonidae. Inga underarter finns listade i Catalogue of Life.